# Adults (série de televisão)
Adults é uma série de televisão de comédia americana criada por Ben Kronengold e Rebecca Shaw sobre um grupo de amigos na casa dos vinte anos que vivem a idade adulta no Queens, Nova York. O programa estreou na FX em 28 de maio de 2025.

## Elenco

### Principal
- Malik Elassal como Samir Rahman
- Lucy Freyer como Billie Schaeffer
- Jack Innanen como Paul Baker
- Amita Rao como Issa
- Owen Thiele como Anton Evans

### Recorrente
- Charlie Cox como Andrew / Mr. Teacher
- Rachel Marsh como Carly

### Participações
- D'Arcy Carden como Allison
- Ray Nicholson como Ethan
- John Reynolds como Brian
- Will Ropp como Kyle Haberman
- Grace Kuhlenschmidt como Taryn
- Julia Fox como ela mesma
- Tala Ashe como Hilary
- Lilah Guaragna como Annabelle

## Episódios

### 1.ª temporada (2025)
| N.º na série | N.º na temp. | Título                    | Dirigido por     | Escrito por                      | Lançamento         |
| ------------ | ------------ | ------------------------- | ---------------- | -------------------------------- | ------------------ |
| 1            | 1            | "Pilot"                   | Jonathan Krisel  | Ben Kronengold & Rebecca Shaw    | 28 de maio de 2025 |
| 2            | 2            | "Spit Roast"              | Anu Valia        | Ben Kronengold & Rebecca Shaw    | 28 de maio de 2025 |
| 3            | 3            | "Have You Seen This Man?" | Anu Valia        | Ben Kronengold & Rebecca Shaw    | 28 de maio de 2025 |
| 4            | 4            | "House Rules"             | Anu Valia        | ASA                              | 28 de maio de 2025 |
| 5            | 5            | "Theracide"               | Jason Woliner    | Curtis Cook & Allie Levitan      | 28 de maio de 2025 |
| 6            | 6            | "Roast Chicken"           | Jason Woliner    | Sanaz Toossi                     | 28 de maio de 2025 |
| 7            | 7            | "Annabelle"               | Stefani Robinson | Stefani Robinson & Shaun Menchel | 28 de maio de 2025 |
| 8            | 8            | "The Mail"                | Nick Kroll       | Ben Kronengold & Rebecca Shaw    | 28 de maio de 2025 |

## Recepção
O site agregador de avaliações Rotten Tomatoes relatou um índice de aprovação de 75% com base em 32 avaliações críticas. O consenso dos críticos do site diz: “Cada geração merece sua própria sitcom de erros agáveis, e os Adults mais ou menos entregam uma para a Geração Z com seu conjunto de lutadores engraçados e enlouquecedores”. Metacritic, que usa uma média ponderada, deu uma pontuação de 65 em 100 com base em 19 críticos, indicando “geralmente favorável”.